# Ehrlicher und Kain
Die Hauptkommissare Ehrlicher und Kain sind fiktive Personen der ARD-Krimireihe Tatort. Von 1992 bis 2007 bildeten sie in 45 Folgen das Ermittlerteam des MDR. Nach 21 Fällen in Dresden wechselten sie ab 2000 nach Leipzig. Peter Sodann und Bernd Michael Lade spielten diese Hauptrollen. Die Figur Ehrlicher trat auch in der Kinderserie Krimi.de auf.

## Hintergrund
Peter Sodann und Bernd Michael Lade bildeten das erste ostdeutsche Tatort-Team, die Produktion oblag dem Mitteldeutschen Rundfunk. In den ersten beiden Filmen, die noch vom Deutschen Fernsehfunk produziert worden waren, wurde Gustl Bayrhammer als Veigl reaktiviert, der die Leitung der Dienststelle übernahm. Veigl ermittelte bereits in den 70er-Jahren in München.
Nach 21 Filmen wechselte das Team im Jahr 2000 von Dresden nach Leipzig.
Eine Besonderheit des „Leipziger Tatorts“ waren die Co-Produktionen des MDR mit dem WDR. 2000 wurde die Folge Quartett in Leipzig und 2002 die Folge Rückspiel ausgestrahlt, bei denen die Leipziger Kommissare gemeinsam mit ihren Kölner Kollegen Ballauf und Schenk (Klaus J. Behrendt und Dietmar Bär) ermittelten.
Im Zuge der Kandidatur Peter Sodanns bei der Wahl des deutschen Bundespräsidenten 2009 strahlten die ARD-Anstalten keine Tatort-Folgen mit Ehrlicher und Kain aus, um die Wahl nicht zu beeinflussen.
Von 2005 bis 2007 war die Figur des Bruno Ehrlicher auch in der KiKA-Reihe Krimi.de zu sehen. Dort unterstützt er eine Gruppe von Jugendlichen beim Lösen von Kriminalfällen.

## Figuren

### Bruno Ehrlicher
Hauptkommissar Ehrlicher, gespielt von Peter Sodann, ist Mitte der 1940er Jahre geboren und über 30 Jahre bei der Kriminalpolizei in Dresden. Mit treffsicherer Kombinationsgabe, eigenem Stil und sachlichem Verstand löst er die kompliziertesten Fälle. Durch seine kleine und unauffällige Erscheinung wird er von den Verdächtigen oft unterschätzt und muss seine Dienstwaffe nur selten benutzen. Er wird im Revier sehr geschätzt, auch wenn er mitunter schon mal recht muffelig ist. Im Grunde seines Herzens ist er aber ein gutmütiger und sensibler Menschenfreund. Er ist ein absoluter Kopfmensch und selten aus der Ruhe zu bringen, aber auch ein Einzelgänger und Individualist, was die Partnerschaft zu Kain stets ein wenig erschwert. Dennoch ergänzen sie sich gut und er weiß, dass er ein großes Talent an seiner Seite hat.
Ehrlicher ist seit der Folge Die Reise in den Tod Witwer und lebt, bis zu seiner Versetzung nach Leipzig, in seinem Elternhaus in Dresden. Dort betreibt sein Sohn Tommi im Untergeschoss eine Kneipe. So kann er hier öfter nach dem Dienst ganz gemütlich ein Bier genießen. Dabei brummelt er gern vor sich hin und philosophiert über die Ungerechtigkeit der Welt, der er seine Beamtenstelle verdankt. Mit dem Umzug nach Leipzig wird das Waschcafé von Frederike zum regelmäßigen Treffpunkt zum Fachsimpeln mit Kain.
 Markenzeichen Bruno Ehrlichers ist die immer wieder auftauchende Aktentasche.

### Kain
Hauptkommissar Kain, gespielt von Bernd Michael Lade, wollte eigentlich nie Polizist werden. Mehr per Zufall ist er bei der Kripo gelandet und als ihm die Arbeit Spaß machte, auch dabei geblieben. Mitte der 1960er Jahre geboren, bringt er eine jugendliche Neugier und Spontanität in das Zweierteam. Im Vergleich zu Ehrlicher ist er ungestümer, manchmal auch provozierend und mag keine langweilige und altbackene Kripoarbeit. Er ist der unkonventionelle Typ mit spontanen Einfällen. Der erfolgreichen Aufklärung der Fälle tut das aber gut, auch wenn die Zusammenarbeit mit Ehrlicher nicht immer einfach ist. Kain weiß damit umzugehen und schätzt seinen älteren Kollegen.
Zur Figur Kain war offiziell kein Vorname bekannt. In der Folge Bauernopfer wurde er „Franky“ genannt, eine Informationsseite der ARD wies ihm zeitweise den Namen „Klaus“ zu. In der Folge „Waidmanns Heil“ liest Ehrlicher seinen Vornamen auf einem Formular und erkennt amüsiert, dass er sich auf etwas reimt. In der letzten Folge konnte man ein „M.“ als Vornamenskürzel auf dem Türschild des Büros sehen.

### Weitere Figuren
- Kriminaltechniker Walter (Walter Nickel)
- Frederike (Annekathrin Bürger)
- Staatsanwältin Mitterer (Simone von Zglinicki)
- Dienststellenleiter Veigl (1992, 2 Folgen) (Gustl Bayrhammer)
- Lore Ehrlicher (bis 1996) (Monika Pietsch)
- Tommie Ehrlicher (Thomas Rudnick)

## Fälle
| Fall | Titel                           | Erstausstrahlung | Folge | Drehbuch                                                 | Regie              | Besonderheiten                                                                    |
| ---- | ------------------------------- | ---------------- | ----- | -------------------------------------------------------- | ------------------ | --------------------------------------------------------------------------------- |
| 1    | Ein Fall für Ehrlicher          | 19. Jan. 1992    | 253   | Hans-Werner Honert                                       | Hans-Werner Honert | Wurde vom DFF 1991 für den 1992 gegründeten MDR produziert                        |
| 2    | Tod aus der Vergangenheit       | 08. Jun. 1992    | 259   | Hans-Werner Honert                                       | Hans-Werner Honert | Wurde vom DFF für den MDR produziert                                              |
| 3    | Verbranntes Spiel               | 28. Feb. 1993    | 271   | Knut Boeser                                              | Bodo Fürneisen     |                                                                                   |
| 4    | Bauernopfer                     | 21. Nov. 1993    | 283   | Vadim Glowna                                             | Vadim Glowna       |                                                                                   |
| 5    | Laura mein Engel                | 01. Mai 1994     | 291   | Richard Hey                                              | Ottokar Runze      |                                                                                   |
| 6    | Jetzt und Alles                 | 31. Jul. 1994    | 294   | Bernd Anger                                              | Bernd Böhlich      |                                                                                   |
| 7    | Ein ehrenwertes Haus            | 08. Jan. 1995    | 302   | Stefan Kolditz                                           | Petra Haffter      |                                                                                   |
| 8    | Falsches Alibi                  | 18. Jun. 1995    | 312   | Peter Probst                                             | Bernd Böhlich      |                                                                                   |
| 9    | Bomben für Ehrlicher            | 01. Okt. 1995    | 319   | Hans-Werner Honert                                       | Hans-Werner Honert |                                                                                   |
| 10   | Wer nicht schweigt, muß sterben | 10. Mär. 1996    | 327   | Klaus Richter                                            | Hans Werner        |                                                                                   |
| 11   | Bei Auftritt Mord               | 31. Mär. 1996    | 329   | Peter Vogel                                              | Hans Werner        |                                                                                   |
| 12   | Die Reise in den Tod            | 29. Dez. 1996    | 349   | Hans-Werner Honert                                       | Wolfgang Panzer    | Letzter Fall mit Lore Ehrlicher                                                   |
| 13   | Bierkrieg                       | 13. Apr. 1997    | 357   | Claudia Sontheim, Peter Zender                           | Wolfgang Panzer    |                                                                                   |
| 14   | Tödlicher Galopp                | 29. Jun. 1997    | 364   | Helmut Richter                                           | Wolfgang Panzer    |                                                                                   |
| 15   | Der Tod spielt mit              | 27. Jul. 1997    | 366   | Christian Limmer                                         | Peter Vogel        |                                                                                   |
| 16   | Fürstenschüler                  | 17. Mai 1998     | 387   | Stefan Kolditz                                           | Frank Strecker     |                                                                                   |
| 17   | Tanz auf dem Hochseil           | 26. Jul. 1998    | 391   | Claudia Sontheim                                         | Peter Vogel        |                                                                                   |
| 18   | Money! Money!                   | 09. Aug. 1998    | 392   | Fred Breinersdorfer                                      | Peter Ristau       |                                                                                   |
| 19   | Todesangst                      | 23. Mai 1999     | 413   | Peter Probst                                             | Miko Zeuschner     |                                                                                   |
| 20   | Auf dem Kriegspfad              | 01. Aug. 1999    | 418   | Wolfgang Hesse                                           | Peter Ristau       |                                                                                   |
| 21   | Fluch des Bernsteinzimmers      | 31. Okt. 1999    | 426   | Hans-Werner Honert                                       | Hans-Werner Honert | Letzter Fall in Dresden                                                           |
| 22   | Einsatz in Leipzig              | 02. Jan. 2000    | 432   | Fred Breinersdorfer                                      | Thomas Freundner   | Erster Fall in Leipzig                                                            |
| 23   | Tödliches Verlangen             | 24. Apr. 2000    | 442   | Fred Breinersdorfer                                      | Miko Zeuschner     |                                                                                   |
| 24   | Quartett in Leipzig             | 26. Nov. 2000    | 458   | Hans-Werner Honert, Fred Breinersdorfer, Wolfgang Panzer | Kaspar Heidelbach  | Produktion: MDR; Koproduktion: WDR Erste gemeinsame Folge mit Ballauf und Schenk  |
| 25   | Trübe Wasser                    | 11. Mär. 2001    | 465   | Horst Freund                                             | Thomas Freundner   |                                                                                   |
| 26   | Totenmesse                      | 20. Mai 2001     | 471   | Pim Richter, Andreas Pflüger                             | Thomas Freundner   |                                                                                   |
| 27   | Verhängnisvolle Begierde        | 26. Aug. 2001    | 477   | Pim Richter                                              | Michael Lähn       |                                                                                   |
| 28   | Todesfahrt                      | 20. Jan. 2002    | 491   | Christian Limmer                                         | Udo Witte          |                                                                                   |
| 29   | Heiße Grüße aus Prag            | 07. Jul. 2002    | 503   | Horst Freund                                             | Sylvia Hoffman     |                                                                                   |
| 30   | Rückspiel                       | 10. Nov. 2002    | 514   | Wolfgang Panzer                                          | Kaspar Heidelbach  | Produktion: WDR; Koproduktion: MDR Zweite gemeinsame Folge mit Ballauf und Schenk |
| 31   | Rotkäppchen                     | 12. Jan. 2003    | 522   | Fred Breinersdorfer                                      | Hajo Gies          |                                                                                   |
| 32   | Außer Kontrolle                 | 11. Mai 2003     | 532   | Stefan Kolditz                                           | Olaf Kreinsen      |                                                                                   |
| 33   | Atlantis                        | 09. Nov. 2003    | 546   | Pim Richter, Daniela Mohr                                | Hajo Gies          |                                                                                   |
| 34   | Waidmanns Heil                  | 01. Feb. 2004    | 557   | Andreas Pflüger                                          | Peter F. Bringmann |                                                                                   |
| 35   | Teufelskreis                    | 31. Okt. 2004    | 577   | Fred Breinersdorfer, Hans-Werner Honert                  | Hans-Werner Honert |                                                                                   |
| 36   | Abseits                         | 28. Nov. 2004    | 581   | Horst Freund                                             | Hajo Gies          |                                                                                   |
| 37   | Feuertaufe                      | 06. Feb. 2005    | 588   | Andreas Pflüger                                          | Hannu Salonen      |                                                                                   |
| 38   | Tiefer Fall                     | 12. Jun. 2005    | 601   | Pim Richter                                              | Thomas Freundner   |                                                                                   |
| 39   | Freischwimmer                   | 30. Okt. 2005    | 612   | Mario Giordano, Andreas Schlüter                         | Helmut Metzger     |                                                                                   |
| 40   | Sonnenfinsternis                | 01. Jan. 2006    | 619   | Andreas Pflüger                                          | Dieter Berner      |                                                                                   |
| 41   | Blutschrift                     | 05. Jun. 2006    | 634   | Holger Jancke                                            | Hajo Gies          |                                                                                   |
| 42   | Schlaflos in Weimar             | 17. Dez. 2006    | 650   | Andreas Pflüger                                          | Uwe Janson         |                                                                                   |
| 43   | Die Anwältin                    | 01. Apr. 2007    | 661   | Raimund Weber, Fred Breinersdorfer                       | Dieter Berner      |                                                                                   |
| 44   | Racheengel                      | 28. Mai 2007     | 667   | Mario Giordano                                           | Hannu Salonen      |                                                                                   |
| 45   | Die Falle                       | 11. Nov. 2007    | 679   | Hans-Werner Honert                                       | Hajo Gies          |                                                                                   |

## Rezeption
Bei Welt.de ist zu lesen: „Sodanns Ehrlicher war eine markante Figur des Übergangs, in der sich viele Ostdeutsche ganz gern wiedererkennen wollten und die wegen ihrer doch manchmal sehr ausgestellten Integrität und als „Zonen-Columbo“ auch für den Westen akzeptabel war. In fast jeder Folge zuckte der Kommissar irgendwann mal zusammen, weil die Einen alles und die Anderen so wenig hatten, weil die Reichen zwar die schöneren Häuser besaßen, aber dafür immer auch die schmutzigeren Seelen. Diese weltverbesserische wie illusionslose Attitüde wurde auch nicht dadurch ironisiert, dass man Ehrlicher etwa ein geschmeidigeres Pendant (in der Figur des Kain) beigegeben hatte.“
Peter Sodann wurde von Reinhard Höppner, dem ehemaligen Ministerpräsidenten Sachsen-Anhalts, das Bundesverdienstkreuz verliehen. Nach seiner Ansicht würde er mit der Figur des Ehrlicher das ganz große Rad drehen: „Die Arbeit, die sie im ,Tatort‘ tun, ist ein wichtiger Baustein für unsere deutsche Einheit.“
Eine Wertung zur Figur des Ehrlicher gibt es von Sodann selbst, er sagt: „Ich bin fest davon überzeugt, dass ich zum freundlichen Miteinander sehr beitrage. Ich merke das an der Reaktion des Publikums auf meine Rolle als „Tatort“-Kommissar Ehrlicher. Die Meisten aus dem Westen sagen, durch mich würden sie den Osten besser verstehen, und die im Osten sagen, ich würde sie ein bisschen vertreten.“
In einer 2008 veröffentlichten Umfrage waren Ehrlicher und Kain im Osten Deutschlands das beliebteste Ermittlerteam, wo sie von 34 % gewählt wurden, im Westen gewannen Schimanski und Thanner.